# Undefeated (Secondhand Serenade)
Undefeated è il quarto album in studio di Secondhand Serenade, pubblicato il 27 ottobre 2014.

## Registrazione
John Vesely (alias Secondhand Serenade) comincia a pensare a un nuovo album verso la fine del 2011 ma, trovandosi ancora legato alla Glassnote Records e causa i molti artisti che avevano già un contratto per un nuovo album con l'etichetta, il cantante non ha la libertà di scegliere quando iniziare le registrazioni: 
Lascia quindi l'etichetta nel gennaio 2012, e mentre è alla ricerca di una nuova etichetta con cui firmare decide infine di registrare il nuovo album in modo totalmente indipendente come aveva già fatto in passato con Awake. Si iscrive quindi al sito pledgemusic.com, che permette ad artisti indipendenti di ricevere donazioni direttamente dai propri fan per finanziare i propri lavori in cambio di "pledges" (letteralmente impegni, promesse), e in poco più di un mese viene già raggiunto il budget necessario per iniziare la produzione dell'album.
Il 17 giugno Vesely annuncia che sta lavorando, oltre che all'album di remix A Naked Twist in My Story, al suo nuovo album di inediti. Il 13 dicembre pubblica un altro video, in cui racconta che la tematica principale del nuovo album sarà, a differenza dei precedenti che erano più oscuri e malinconici, la vita. In questa occasione si viene a conoscenza del nome del produttore che sta lavorando con Vesely al nuovo album, Brandon Metcalf. Il 25 gennaio 2013 annuncia che le registrazioni sono quasi finite e che molte canzoni sono già in fase di missaggio.
In primavera Vesely prende una pausa dalle registrazioni per lanciare un tour acustico negli Stati Uniti con la partecipazione della cantante italo-americana Veronica Ballestrini e la cantante degli Automatic Loveletter Juliet Simms.
Concluso il tour, a metà aprile Vesely torna a Nashville per finire di registrare l'album. Il 22 maggio l'autore annuncia che le registrazioni sono state finalmente completate, e che deve solo trovare un titolo al suo nuovo album. Il missaggio dell'album ha inizio nei primi giorni di luglio e viene completato il 24 agosto successivo, mentre la masterizzazione è avvenuta nel mese di ottobre. Le foto per l'album vengono invece scattate nel gennaio 2014.

## Promozione e pubblicazione
Il 26 febbraio 2013 viene pubblicato il primo singolo estratto dall'album, Shake It Off. Inoltre l'8 marzo Vesely pubblica sul suo nuovo sito ufficiale un video con la versione acustica di un'altra nuova canzone che farà parte dell'album, By the Way, in duetto con Veronica Ballestrini. Durante il tour primaverile negli Stati Uniti vengono portate al debutto anche le inedite Right Kind of Crazy e La La Love, brano scritto insieme a Veronica Ballestrini tra una data e l'altra del tour.
Il 21 novembre, durante una videochat con i fan su spreecast.com, Vesely presenta la versione in studio di tre dei brani contenuti nel nuovo album: Heart Stops (By the Way), Price We Pay e I Don't Wanna. In questa occasione annuncia per la prima volta anche il titolo dell'album. Il 14 febbraio 2014 il cantante organizza una seconda videochat, durante la quale annuncia che l'album è pronto, ma che aspetta a pubblicarlo per trovare il modo migliore per farlo, come firmare per una nuova etichetta. Nella stessa occasione fa ascoltare la versione in studio di Right Kind of Crazy, una nuova canzone (Come Back to Me) e una nuova versione di Let Me In, brano precedentemente inserito nell'EP del 2011 Weightless. Dopo mesi di anticipazioni, il 25 agosto Vesely annuncia che l'album verrà pubblicato indipendentemente il 27 ottobre 2014 in formato fisico e il 28 ottobre in formato digitale.
Il 10 novembre successivo viene pubblicato un video musicale per una versione acustica di Nothing Left to Say, ultima traccia dell'album, mentre il video ufficiale del singolo Shake It Off viene pubblicato il 5 dicembre 2014.

## Stile musicale
Il disco si differenzia dai precedenti dell'artista per via delle maggiori influenze pop rock e un allontanamento dalle sonorità e dalle tematiche emo, e soprattutto per il cambio di rotta nello stile di scrittura dell'autore, dovuto anche dal fatto che, per la prima volta, John Vesely viene affiancato anche da altri autori nella stesura delle sue canzoni. Secondo lo stesso Vesely, l'album è incentrato sul tema di "avere un nuovo inizio e non lasciare che il passato ti butti giù".

## Tracce
Testi e musiche di John Vesely, eccetto dove indicato.
1. Undefeated – 3:26
2. Heart Stops (By the Way) (feat. Veronica Ballestrini) – 2:57 (John Vesely, Brandon Metcalf, Shay Mooney, Ben Robinette)
3. Shake It Off – 3:18 (John Vesely, Nicole Bakkan, Tomas Costanza, Ashley Levy)
4. La La Love (feat. Veronica Ballestrini) – 3:04 (John Vesely, Veronica Ballestrini)
5. Right Kind of Crazy – 3:08 (John Vesely, Tomas Costanza)
6. Let Me In – 3:12
7. I Don't Wanna – 3:21
8. Fly By – 3:10
9. Back to the Old Days – 3:21 (John Vesely, Nicole Bakkan, Tomas Costanza, Ashley Levy)
10. Come Back to Me – 3:07
11. Price We Pay – 3:21
12. Nothing Left to Say (feat. Veronica Ballestrini) – 4:06 (John Vesely, Veronica Ballestrini)

## Formazione
Secondhand Serenade
- John Vesely – voce, chitarra elettrica, chitarra acustica, ukulele, pianoforte, tastiera, programmazione, percussioni

Altri musicisti
- Veronica Ballestrini – voce in Heart Stops (By the Way), La La Love e Nothing Left to Say
- Derek Wells – chitarra elettrica
- Smith Curry – steel guitar, mandolino
- Rachel Lay – basso
- Lukas Vesely – basso
- David Dorn – pianoforte
- Evan Hutchings – batteria, percussioni
- Jerry Roe – batteria, percussioni
- Steve Sinatra – batteria, percussioni
- Tom Breyfogle – programmazione

Produzione
- John Vesely – produzione, ingegneria del suono
- Brandon Metcalf – produzione, ingegneria del suono
- Tom Breyfogle – ingegneria del suono
- Andrew De Torres – ingegneria del suono
- Josh Grabelle – design, layout